# Етнометафізика
Етнометафізика — дослідження в порівняльній філософії, яка вивчає метафізичні переконання народів. Наприклад, спроби реконструювання метафізичних принципів, що лежать в основі космології мая чи дослідження етнометафізики індійців.